# Анубіас карликовий
Анубіас карликовий (Anubias barteri) — вид тропічних рослин родини кліщинцевих (Araceae). У природі зустрічається в Західній Африці. Розводять як акваріумні рослини.

## Опис
Це мініатюрна рослина висотою до 10-12 см. Утворює щільні чагарники черепицеподібно розташованого овального листя темно-зеленого кольору із глянцевою поверхнею.
Кореневище товсте, м'ясисте. Корені, що від нього відходять, відносно глибоко заходять в ґрунт.
Стебла повзучі, укорінюються. Товщиною 5—7,6 мм, гладкі.
Листя вертикальні, мінливої форми (форма молодих рослин відрізняється від дорослих).

## Різновиди
У межах виду виділяють 5 різновидів:
- Anubias barteri var. angustifolia
- Anubias barteri var. barteri
- Anubias barteri var. caladiifolia
- Anubias barteri var. glabra
- Anubias barteri var. nana

## Використання та вирощування в акваріумах
Розміщують його на передньому плані акваріума, рівень води в якому не повинен перевищувати 30-35 см. Утримують анубіас в чистій воді при температурі 24-28 °C. Акваріумна вода може бути дуже м'якою чи жорсткою (твердість 2-16°), активна реакція рН 6-8. У каламутній старій акваріумній воді листя анубіаса покривається органічним нальотом, що порушує живлення рослини і погіршує її зростання. Тому необхідно підміняти до 1/5-1/10 об'єму води щотижня. Анубіас не скидає свого листя при зміні фізико-хімічних параметрів води після її підміни.
Для рослини небажані прямі сонячні промені. Кількість світла, що падає на анубіас, повинна бути помірною. При яскравому освітленні листя рослини швидко покривається водоростями. Потужність люмінесцентних ламп становить 0,25-0,3 Вт/л, а ламп розжарювання — 0,7-0,8 Вт/л. У декоративному акваріумі анубіас найкраще розташовувати в тіні вищих за зростом рослин. Тривалість світлового дня складає не менше 12 годин на добу.
Ґрунт для карликового анубіаса повинен бути добре замуленим, багатим на органічні речовини. Як субстрат найкраще використовувати грубозернистий пісок або дрібну гальку. При посадці рослини коріння заглиблюють у ґрунт на 1/2-2/3 їх довжини, а решту частини і кореневище залишають над поверхнею ґрунту. Можна притиснути кінці коріння камінчиками або прикріпити їх ниткою до корча. Рослина, що піднімається над ґрунтом за допомогою коріння-підпори, виглядає дуже красиво.
Розмножується карликовий анубіас шляхом утворення на кореневищі бічних відростків. Після утворення у них 5-6 листочків відросток можна відокремити від материнської рослини і пересадити на нове місце.